# Molly Sterling
Molly Sterling (nacida en Puckaun, Munster, Irlanda) es una cantante y compositora irlandesa. Fue la representante de Irlanda en el Festival de la Canción de Eurovisión 2015

## Biografía

### Eurovisión 2015
Ella representó a Irlanda en Eurovisión 2015 con la canción Playing With Numbers, la cual estaba previamente incluida en su EP Strands of Heart. Actuó en segundo lugar en la segunda semifinal del festival celebrada el 21 de mayo. Al quedar en el puesto 12, habiendo obtenido un total de 35 puntos, no consiguió pasar a la Gran Final.
| Predecesor: "Heartbeat" Kasey Smith | Irlanda en el Festival de Eurovisión 2015 | Sucesor: "Sunlight" Nicky Byrne |

- Datos: Q19362932
- Multimedia: Molly Sterling / Q19362932